# Oknön

Oknön är en tidigare ö, numera halvö, i Mälaren belägen norr om Selaön och väster om Arnö i Strängnäs kommun.
Oknön tillhörde Arnö socken och landskommun som dock upplöstes 1943 varvid denna del överfördes till Aspö socken och landskommun.  